# Крупей Степан Миколайович
Степан Миколайович Крупей (9 лютого 1951, Броди — 25 жовтня 2024, Львів) — український футболіст. Захисник, виступав за колективи СКА (Львів), «Карпати» (Львів), «Спартак» (Івано-Франківськ) і «Буковина» (Чернівці).

## Життєпис
Закінчив Львівський університет.
Кремезний, технічний гравець. Починав кар'єру в нападі та півзахисті, але найкраще проявив себе на позиції захисника.
Після закінчення кар'єри працював у компанії «Пежо». Грав за команду ветеранів «Карпат». У складі збірної України (була сформована на основі ветеранів львівських «Карпат» і червоноградського «Шахтаря») взяв участь у чемпіонаті світу з футболу серед ветеранів 1998 у місті Антіб (Франція). Вільно володів французькою мовою, тому на турнірі був і гравцем і перекладачем команди.

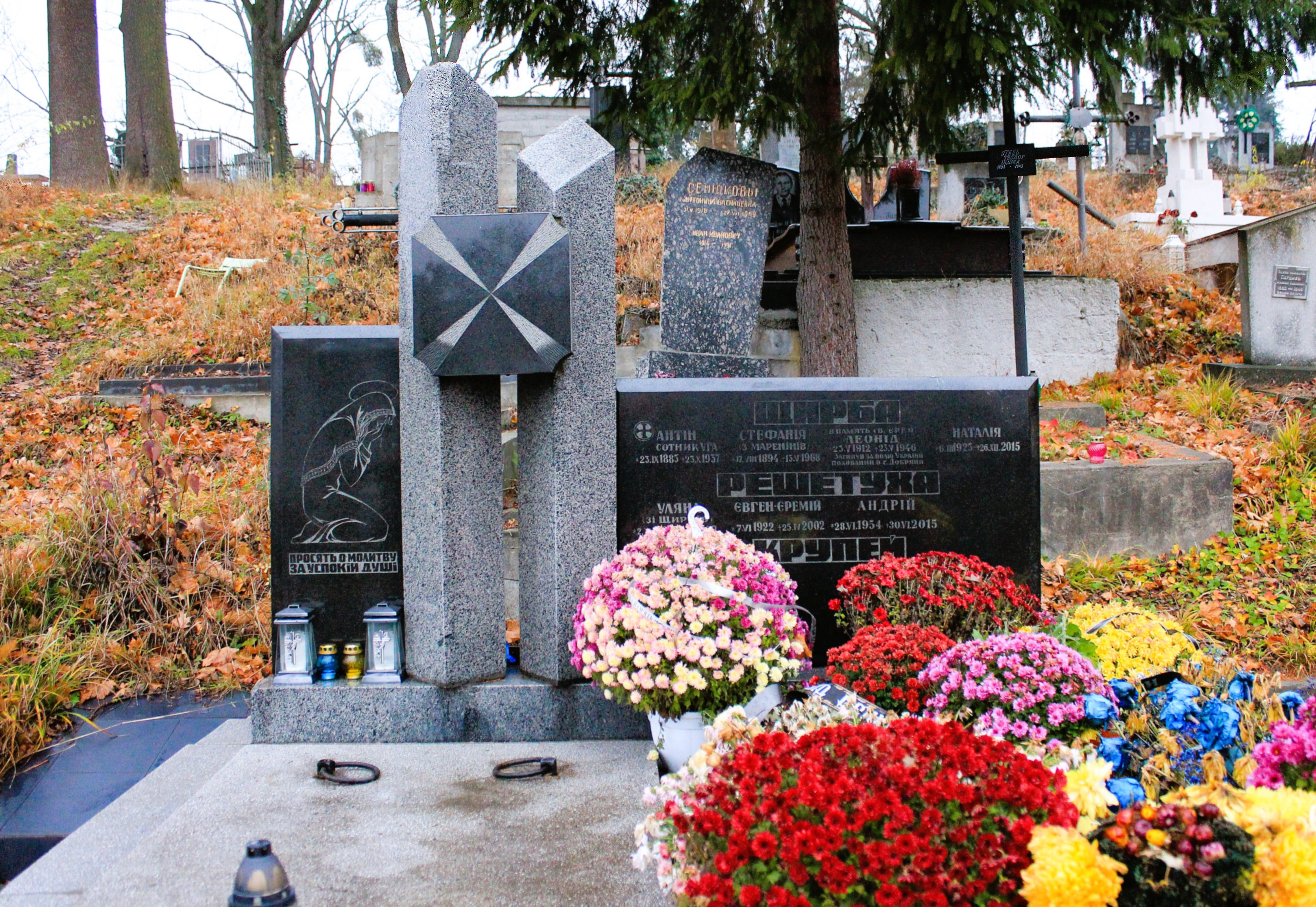
Гробниця родин Щирба ,Решетуха, Крупей.

Мешкав у Львові.Похований у родинній гробниці, на 75 полі Личаківського цвинтаря.